# Missió de Supervisió de les Nacions Unides a Síria

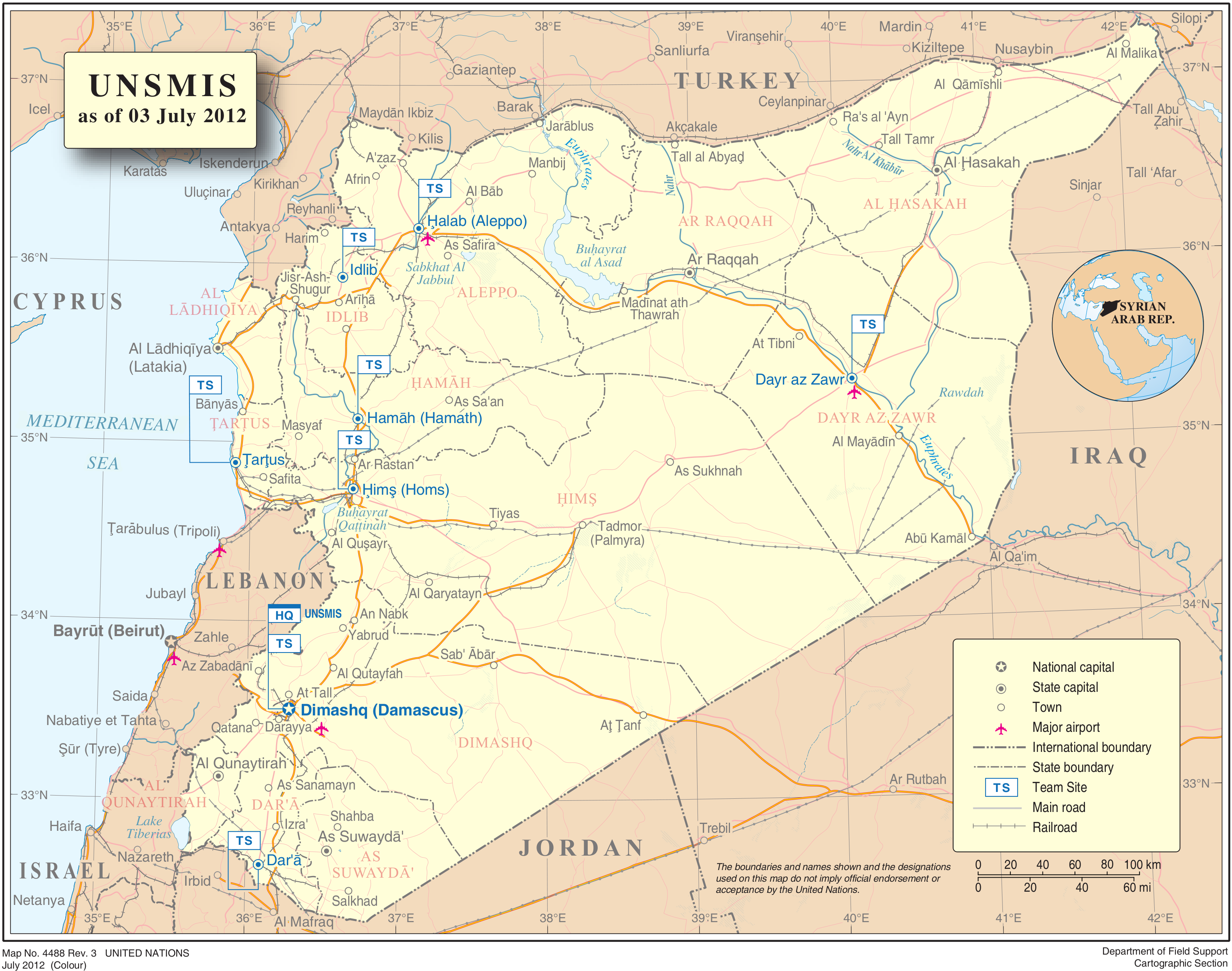
Desplegament de la UNSMIS a Síria

La Missió de Supervisió de les Nacions Unides a Síria (també coneguda com a UNSMIS per la sigles en anglès de United Nations Supervision Mission in Syria) va ser una operació multinacional d'observadors militars desplegats a Síria entre abril i agost de 2012. L'engegada de la missió que va produir després de mesos d'enfrontaments al país entre forces lleials a Baixar al-Àssad i opositors de l'Exèrcit Lliure de Síria en l'anomenada Rebel·lió Síria, que fins llavors havia deixat varis milers de víctimes, la majoria civils. La missió de supervisió va ser retirada després de diversos mesos desplegada sense que es materialitzessin els compromisos d'alto el foc, constatant al final del seu desplegament la falta de voluntat per aconseguir una solució pacífica entre les parts implicades en el conflicte.

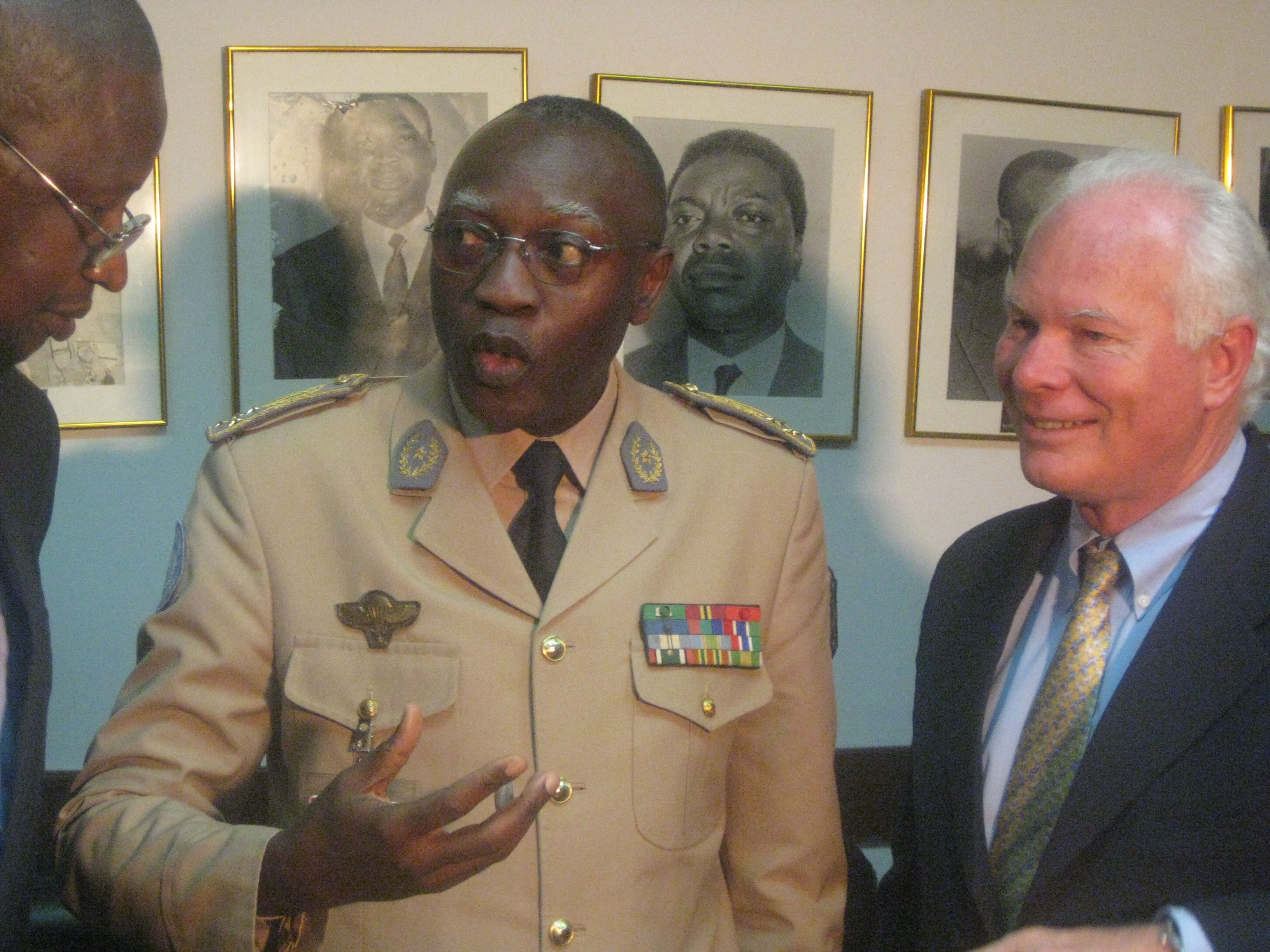
Babacar Gaye, cap de la missió

## Context
Al començament de 2012 el conflicte a Síria, entre grups detractors de Baixar Al-Àssad agrupats en el Consell Nacional Sirià i forces governamentals, havia provocat en un any milers de morts civils i múltiples acusacions de violacions dels Drets Humans per part d'organismes independents i les Nacions Unides. Organismes de la pròpia ONU, com l'Alt Comissionat per als Drets Humans, van reclamar a la Comunitat Internacional una major implicació i la presa de mesures per acabar amb la situació qualificada com d'extrema violència al país. Paral·lelament, per acord amb el govern de Síria, la Lliga Àrab va desplegar des de desembre de 2011 una força d'observadors de la seva organització que va ser retirada prematurament al·legant la inseguretat per als seus efectius per l'escalada dels enfrontaments.
Durant el mes de febrer es van desenvolupar negociacions entre les Nacions Unides (amb Kofi Annan com enviat especial), la Lliga Àrab i el govern de Síria que van donar com a resultat l'acceptació d'aquest últim de la "proposta de sis punts", la qual comptava amb el suport de la comunitat internacional i que va ser aprovada pel Consell de Seguretat de les Nacions Unides en la seva resolució 2042 del 14 d'abril. Fins a aquest moment el Consell de Seguretat no va poder aconseguir un acord per tirar avant una resolució sobre la situació Siriana davant les crítiques d'organitzacions humanitàries i de part de la Comunitat Internacional. El 4 de febrer es va aconseguir fins i tot una situació de veto per part de la Xina i Rússia contra un projecte de resolució que va provocar un creuament d'acusacions entre aquests governs i els dels Estats Units i Regne Unit.
Per mitjà de la resolució 2043 del Consell de Seguretat de les Nacions Unides del 21 d'abril de 2012 va autoritzar finalment el desplegament de la missió d'observadors que haurien de verificar el compliment de la "proposta dels sis punts" i del "cessament de la violència armada en totes les seves formes per totes les parts".

## Mandat
El primer mandat, aprovat el 21 d'abril pel Consell de Seguretat per mitjà de la resolució 2043, donava 90 dies per desenvolupar la missió encomanada. La UNSMIS havia de vigilar el total cessament de la violència i el compliment de l'acord dels sis punts reflectit en la resolució anterior número 2042. Aquests punts eren:
| « | 1) Col·laboració amb l'enviat especial de les Nacions Unides per al desenvolupament d'un procés polític que empari les aspiracions del poble sirià. 2) Fi dels enfrontaments i de la violència en qualsevol de les seves formes per ambdues parts. Compromís del govern de Síria de detenir l'avanç de les seves tropes i de la retirada dels efectius en les rodalies de ciutats. 3) Facilitar la prestació d'ajuda humanitària en els llocs afectats pels combats. 4) Alliberament de persones detingudes arbitràriament o pel fet de participar en activitats polítiques pacífiques. Realització de llistes de persones en tals circumstàncies. 5) Llibertat de circulació pel país a periodistes. 6) Respecte a la llibertat d'associació i al dret de manifestació. | » |

D'altra banda el Consell de Seguretat en la seva resolució 2043 va exhortar a més a les parts que garantissin la seguretat dels efectius de la UNSMIS sense que això afectés a la seva llibertat de funcionament. El Consell de Seguretat entenia que la responsabilitat principal que això ocorregués requeia en les autoritats sirianes. El govern de Síria devia a més facilitar la lliure circulació del personal de la UNISMIS per al compliment de la seva missió, podent entaular comunicació amb persones particulars en qualsevol lloc del país i sense que això suposar amenaça de sofrir represàlies per qui fos entrevistat.

## Evolució
Des d'una setmana abans del desplegament de la UNSMIS ja operava al país un petit equip d'observadors no armats enviats pel Consell de Seguretat segons el que es disposa en la resolució 2042. Aquest equip va ser integrat gens més desplegar-se l'estructura de la UNSMIS. La missió d'observadors va estar plenament operativa el 30 de maig de 2012, celeritat sense precedents en la història de les missions de pau de les Nacions Unides.

### Suspensió de la missió
El 16 de juny de 2012 la UNSMIS va anunciar que suspenia indefinidament les seves patrulles a causa de la situació de violència al país, la qual impedia el normal desenvolupament de la seva comesa i posava en perill als integrants de la missió dels països aliats.

### Pròrroga de la missió
El 20 de juliol el Consell de Seguretat va acordar prorrogar el mandat de la UNSMIS uns altres 30 dies fins al 21 d'agost de 2012. La pròrroga va ser acompanyada d'un canvi en les competències de la missió, atribuint al contingent la cerca d'una solució pacífica al conflicte a Síria i no només la supervisió de l'alto-el-foc que havia realitzat fins avui.

### Fi de la missió
El 16 d'agost de 2012 el Consell de Seguretat va acordar en reunió a porta tancada que el mandat de la UNSMIS no seria renovat, començant immediatament les labors de desmantellament de la mateixa i donant per acabada la missió el 24 d'agost quan tots els observadors havien d'haver abandonat el país, ja que el mandat vigent hauria expirat. Els responsables de la missió van argumentar que els contendents en el conflicte sirià havien optat pel camí de la guerra i que les condicions sota les quals el mandat de la UNSMIS podria haver estat prorrogat —la disminució de la violència i el no ús d'armament pesat— no s'havien aconseguit. Com a mesura alternativa per fi de la missió, el Consell de Seguretat va comunicar la intenció d'obrir una oficina d'enllaç de caràcter polític i de grandària reduïda a Damasc.

## Contingent i desplegament
Segons la resolució inicial, la UNSMIS tenia autorització per desplegar 304 observadors militars sense armament recolzats en les seves tasques per un component civil. Inicialment, al maig de 2012, la missió estava integrada per 286 observadors militars de 60 països diferents. Estaven desplegats a més 71 civils estrangers i 14 civils locals.
A data 30 de juny de 2012 estaven desplegats 280 observadors militars; a més de 81 civils estrangers i 41 civils locals com a personal de les Nacions Unides. Els països que aportaven personal militar a la missió eren: Armènia, Bangladesh, Benín, Brasil, Burkina Faso, Burundi, Cambodja, Txad, Xina, Corea del Nord, Croàcia, Dinamarca, Equador, Egipte, Eslovènia, Fiji, Filipines, Finlàndia, França, Ghana, Indonèsia, Irlanda, Itàlia, Jordània, Kenya, Kirguizstan, Mauritània, el Marroc, Nepal, Països Baixos, República Txeca, Níger, Nigèria, Noruega, Nova Zelanda, Paraguai, Romania, Rússia, Senegal, Suïssa, Togo, Vietnam, el Iemen i Zimbàbue. Els UNSMIS comptava amb vuit bases d'operacions situades a les ciutats de Aleppo, Damasc, Deir ez-Zor, Hama, Homs, Idlib, Dera i Tartus; a més de la caserna general de la missió situada a la capital. Durant la durada de la missió la UNSMIS només va sofrir la baixa d'un civil local.
El primer cap de la UNSMIS va ser el general de divisió noruec Robert Mood, porteriormente rellevat pel general senegalès Babacar Gaye.